# 蓋于斯達爾
蓋于斯達爾（挪威語：Gausdal）是挪威的一個市镇，位於内陆郡，行政中心为塞加爾斯塔布魯村。市镇面积为1,149平方公里，人口数量为6,186人（2004年），人口密度为每平方公里5人。